# Бернулли, Николай (1695—1726)
Николай Бернулли (нем. Nikolaus II. Bernoulli; 6 февраля 1695, Базель — 31 июля 1726, Санкт-Петербург) — швейцарский юрист и математик.

## Биография
Николай Бернулли родился 6 февраля 1695 года в городе Базеле; сын Иоганна Бернулли. С детских лет отличался живостью ума и выдающимися способностями, и на восьмом году говорил по-голландски, по-немецки, по-французски и по-латыни. 
По окончании курса гимназии в Базеле, Бернулли поступил в университет и в 1711 году, шестнадцати лет от роду, получил степень магистра философии. Занявшись, по желанию отца, изучением правоведения, в 1715 году Бернулли защитил диссертацию на степень лиценцианта.
Вместе с тем, под руководством отца Бернулли занимался математикой; в январе 1716 года ему удалось решить предложенную Лейбницем задачу об ортогональных траекториях и тем снискать известность среди математиков. В 1723 году, после путешествия по Италии и Франции, Бернулли был назначен профессором права в Базеле.
В октябре 1725 года он прибыл, по приглашению президента петербургской Академии наук Блументроста, в Петербург и занял в Академии кафедру механики. Основные труды по дифференциальным уравнениям и механике. 
После восьмимесячного пребывания в Петербурге Николай Бернулли заболел и умер 31 июля 1726 года.